# Ulan-Majorat
Ulan-Majorat – wieś we wschodniej Polsce położona w województwie lubelskim, w powiecie radzyńskim, w gminie Ulan-Majorat.
| SIMC    | Nazwa          | Rodzaj    |
| ------- | -------------- | --------- |
| 1024907 | Ulan Kościelny | część wsi |

W latach 1975–1998 miejscowość administracyjnie należała do województwa bialskopodlaskiego.
Miejscowość jest sołectwem, siedzibą gminy Ulan-Majorat, a także rzymskokatolickiej parafii św. Małgorzaty. Według Narodowego Spisu Powszechnego z roku 2011 wieś liczyła 477 mieszkańców.
Na terenie miejscowości znajduje się Żłobek Gminny "Maluszkowo", Przedszkole "Domek Malucha" oraz Zespół Szkół, któremu w 2006 roku nadano imię Jana Pawła II.